# I'm Too Sexy
I'm Too Sexy är Right Said Freds debutsingel, utgiven den 15 juli 1991. Låten är komponerad av Fred Fairbrass, Richard Fairbrass och Rob Manzoli. Singeln nådde första plats på Billboard Hot 100 och andra plats på UK Singles Chart. "I'm Too Sexy" finns med på Billboards lista (2023) över de bästa popsångerna.

## Låtlista
- Singel (Storbritannien) (SNOG 1) / kassett (CA SNOG 1)

1. "I'm Too Sexy"
2. "I'm Too Sexy" (instrumental)

- Maxisingel (Storbritannien) (12 SNOG 1)

1. "I'm Too Sexy"
2. "I'm Too Sexy" (7" version)
3. "I'm Too Sexy" (12" instrumental)

- CD-singel (Storbritannien) (CD SNOG 1)

1. "I'm Too Sexy" (Betty's mix)
2. "I'm Too Sexy" (7" mix)
3. "I'm Too Sexy" (12" instrumental)
4. "I'm Too Sexy" (Italian version)

- Singel (USA)

1. "I'm Too Sexy" (7" version)
2. "I'm Too Sexy" (Extended Club Mix)
3. "I'm Too Sexy" (Betty's Mix)
4. "I'm Too Sexy" (Instrumental)
5. "I'm Too Sexy" (Catwalk Mix)
6. "I'm Too Sexy" (Tushapella)
7. "I'm Too Sexy" (Spanish version)